# Wilsonosaura josyi
Wilsonosaura josyi — вид ящірок родини гімнофтальмових (Gymnophthalmidae).

## Поширення
Ендемік Перу. Відомий лише з типової місцевості — схили гори Марайніюк в регіоні Хунін, на висоті 2880 м над рівнем моря.